# Claude Michel

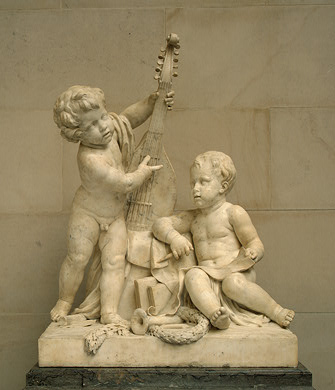
La poesía y la música (La poésie et la musique), Washington.

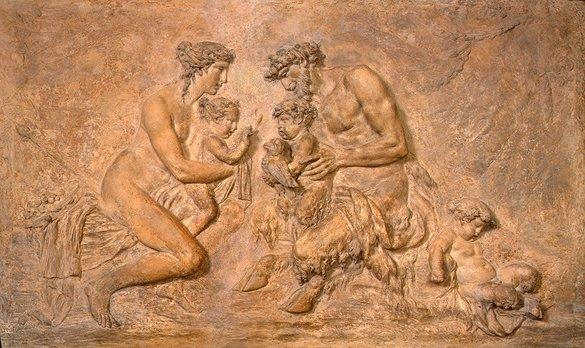
La familia del fauno (La famille du faune), Washington.

Claude Michel, conocido como Clodion,  (20 de diciembre de 1738 - París, 29 de marzo de 1814), fue un reconocido escultor rococó francés, proveniente del ducado de Lorena.
Pasó su infancia en Nancy y Lille. En 1755 entró como aprendiz en el taller de su tío materno el escultor Lambert Sigisbert Adam, con el que permanecerá cuatro años, hasta la muerte de éste. Tras ello pasó al taller de Jean-Baptiste Pigalle.
En 1759 obtuvo el gran premio de escultura de la Academie Royale; y en 1761 la primera medalla de plata a estudios sobre modelos. En 1762, tras ganar el Premio de Roma, comenzó su estancia en esa ciudad, donde su actividad fue considerable entre 1767 y 1771. De vuelta en París, estableció su taller donde, junto con sus hermanos, trabajó fundamentalmente en terracota, estuco y otras técnicas de modelado, representando escenas mitológicas, grupos de danzarines, de ninfas y bañistas, en estilo rococó.
Catalina II de Rusia le invitó a Rusia, y pretendía que permaneciera en San Petersburgo, pero volvió a París. Entre sus patronos, muy numerosos, estuvo el cabildo de Ruán, el Parlamento de Languedoc, y la Direction generale. Sus obras se exhibieron muy frecuentemente el en Salón de Paris. En 1782 se casó con Catherine Flore, hija del escultor Augustin Pajou, y más tarde se divorció. Los disturbios revolucionarios llevaron a Clodion en 1792 a Nancy, donde permaneció hasta 1798 como decorador de interiores.
Sus últimos años los pasó en París, donde murió poco antes de la invasión de la ciudad por las tropas de la Sexta Coalición tras la derrota de Napoleón. En esa época realizó grandes monumentos públicos de estilo neoclásico.
Entre sus obras de grandes proporciones se encuentran Hércules en reposo (Hercule en repos), el río Escamandro (le Fleuve Scamandre), el Diluvio (le Déluge), un busto de Tronchet, etc. Uno de sus últimos grupos escultóricos representaba a Homero mendigo, apartado por los pescadores (1810). También en estos años realizó la decoración aquatique (acuática) del château de Digoine.
Louis Levêque (Abbeville, 1814 - París, 1875), escultor francés de época posterior, realizó en 1859 un busto en mármol de Clodion, conservado en el Museo del Louvre.

## Obras

### Louvre
- Bacchanale d'enfants. Le sacrifice de la Chèvre  (1782), bajorrelieve en estuco, decoración del hôtel de Bourbon-Condé de París
- Bacchanale d'enfants. La Panthère de Bacchus défendant ses petits  (1782), ídem.
- Satyresse jouant avec un satyre enfant, de part et d'autre d'une guirlande ayant entouré un oculus  (1782), ídem.
- Hercule au repos (1773), statuette, plâtre : salon de 1773, n° 244
- Caton d'Utique  (1804), estatuilla (esquisse), de terracota
- Charles de Secondat, baron de La Brède et de Montesquieu (1689 - 1755)  (Salon de 1783), estatua de mármol
- Deux pleureuses  (1766), estatuillas de terracota
- Égyptienne au naos  (vers 1780), ídem
- Homère mordu par les chiens  (1809), ídem
- Paire de vases à décor identique d'une ronde de satyres et de satyresses  , vasos en piedra de Tonnerre : elementos de decoración de la salle de bains del hôtel de Besenval en París
- Paire de vases à décor identique d'une ronde de satyres et de satyresses, avec les accessoires du thiase bacchique, ídem.
- Pan poursuivant Syrinx sous le regard de l'Amour , bajorrelieve en estuco : elemento de decoración de la salle de bains del hôtel de Besenval en París
- Vénus et les nymphes désarmant l'Amour, Léda séduite par Jupiter sous l'apparence d'un cygne ,  ídem.
- Sainte Cécile  (vers 1774), estatuilla (esquisse), de terracota
- Marie-Madeleine pénitente  (1767), estatuilla de terracota
- Une femme qui, en expirant, montre à son époux le fils qu'elle lui laisse  (Salon de 1773), bajorrelieve de terracota
- Vase avec décor de cinq femmes faisant un sacrifice  (1766), vaso de terracota
- Vase avec décor de dix femmes et un enfant tenant un oiseau  (1766), ídem

### Otras en Francia
- Caton d'Utique (1804), estatua de mármol palacio del Luxemburgo, sala de sesiones del Senado.
- Portrait de Louis-Pierre-Pantaléon Resnier, sénateur (1759 - 1807), busto de mármol, Versalles.

### South Kensington Museum
- Estatua de Montesquieu
- Muerte de Cleopatra
- Chimenea